# イヤド・アグ・ガリー
イヤド・アグ・ガリー（アラビア語：اياد اغ غالي、生年不詳）は、マリ共和国北部アザワドを拠点に活動するイスラーム主義組織アンサール・アッ＝ディーンの指導者。1990年頃から、マリにおける様々なトゥアレグ族の民族運動に参加していたとされる。

## 活動
2012年5月26日に、自身が指導するアンサール・アッ＝ディーンとアザワド解放民族運動(MNLA)が合同し、マリ北部のアザワドを中心としたイスラーム国家を建国することで合意したが、後に両者の対立が鮮明となり、アンサール・アッ＝ディーンはMNLAによるアザワド独立を却下。同年6月27日のガオにおけるMNLAとアンサール・アッ＝ディーンとの間で行われた戦闘の結果、MNLAはガオから駆逐され、アンサール・アッ＝ディーンはマリ共和国の北部を支配下に置いたと宣言した。
2012年7月30日には、ユネスコが同月28日に「危機にさらされている世界遺産（危機遺産）」リストへ登録したばかりの世界遺産都市トンブクトゥにあるイスラーム指導者の墓を、偶像崇拝の禁止を理由に破壊した。
2024年6月21日、国際刑事裁判所は兵士殺害や女性への性暴力に関与した疑いでアグ・ガリーの逮捕状を出したと発表した。2017年に出していたが、公表していなかった。

## 関連
- イスラーム・マグリブのアル＝カーイダ機構